# ريغان ووكر
ريغان ووكر (بالإنجليزية: Regan Walker)‏ هو لاعب كرة قدم بريطاني في مركز الهجوم، ولد في 4 يونيو 1996 في أولدم في المملكة المتحدة. لعب مع نادي بوري ونادي هايد إف سي.

## وصلات خارجية
- ريغان ووكر على موقع قاعدة بيانات كرة القدم.إي يو (الإنجليزية)
- ريغان ووكر على موقع Soccerbase.com (لاعب) (الإنجليزية)
- ريغان ووكر على موقع Soccerway.com (الإنجليزية)